# Numbeo
Numbeo是一个众包全球数据库，其數據範圍包括被各個國家或地區政府匯報的居民消费价格指数、直觀犯罪率、医疗保健品質等其他统计数据。

## 簡介
Numbeo是一个协作性质的在线数据库，使用户能够分享和比较国家與城市之间生活成本的信息。Numbeo网站目前由在塞尔维亚注册的Numbeo doo公司运营。创始人是一位前谷歌軟體工程师。

## 历史
Numbeo由馬爾登·阿達姆維奇于2009年4月创立。最初它是一个众包价格比较网站。后来在2011年，Numbeo开始收集有关犯罪、污染、医疗保健和交通的統計数据。

Numbeo于2019年发布的全球部分国家直觀生活品質的數據

## 影响力
Numbeo被全球数百家主要媒体提及或用作资料来源，包括但不限於福布斯、商业内幕、时代、经济学人、BBC、纽约时报、中国日报、电讯报等。Numbeo自稱是同类网站中規模最大的网站，截至2014年8月收集了大約130万个数据点。根据Alexa在2014年8月發佈的網站排名數據，Numbeo.com跻身全球前10,000名（按訪問流量排名）。此外，联合国粮农组织、国际货币基金组织、世界银行等其他国际组织有时也使用Numbeo的数据。

## 批评
- 2012年，专栏作家阿利斯泰尔·沃尔什在为网站Property Observer撰写的一篇文章中表示，Numbeo的数据是基于人们常说的，使用居民基本生活水准来衡量。[9]但是并没有第三方检查或审计此数据的准确性。
- 雷·伍德库克在2017年将其数据与其他数据源进行比较研究后认为，Numbeo在城市层面的数据可能不准确，但在国家层面的数据却更准确。[10]